# Charles-Axel Guillaumot
Charles-Axel Guillaumot (Stoccolma, 27 febbraio 1730 – Parigi, 7 ottobre 1807) è stato un architetto francese.
Nato in Svezia da genitori francesi, Guillaumot entrò nella Académie royale d'architecture nel 1770. Fu il primo Ispettore Generale delle Cave di Parigi, a partire dal 4 aprile 1777; fino ad oggi il suo mandato è stato il più lungo. A lui si deve la realizzazione delle mappature delle cave sotterranee di Parigi, realizzate per consolidare il vuoto sotto le strade e gli edifici, oltre ad ossari e le catacombe sotterranee.
Venne nominato anche direttore dei Gobelins.
Morì a Parigi nel 1807 e fu sepolto nel vecchio Cimitero di Sainte-Catherine.

## Principali realizzazioni
- 1754-1756: 3 caserme delle Guardie svizzere:
  - A Rueil-Malmaison, l'attuale caserma Guynemer non facente parte del Museo delle Guardie svizzere;
  - La vecchia caserma Charras a Courbevoie, giudicata monumento storico nel 1929 e distrutta nel 1962, in seguito ricostruita davanti al parco di Bécon les Bruyères;
  - La caserma di Saint-Denis, distrutta nel 1962;
- Caserma Joigny, nell'attuale quartiere Dubois Thainville;
- Il Palazzo abbaziale di Vézelay, distrutto nel 1792.